# Шеран (Север)
Шеран (фр. Chéreng) насеље је и општина у североисточној Француској у региону Север-Па д Кале, у департману Север која припада префектури Лил.
По подацима из 2011. године у општини је живело 3001 становника, а густина насељености је износила 717,94 становника/km². Општина се простире на површини од 4,18 km². Налази се на средњој надморској висини од 24 метара (максималној 47 m, а минималној 23 m).

## Демографија
| 1962. | 1968. | 1975. | 1982. | 1990. | 1999. | 2011. |
| ----- | ----- | ----- | ----- | ----- | ----- | ----- |
| 1.801 | 1.811 | 1.828 | 1.991 | 2.634 | 2.930 | 3.001 |

График промене броја становника у току последњих година